# ルイス・ガリード
ルイス・ガリード（Luis Fernando Garrido、1990年11月5日 - ）は、ホンジュラスのサッカー選手。元ホンジュラス代表。ポジションはミッドフィールダー。

## 来歴
2012年にホンジュラス代表でデビュー。2014 FIFAワールドカップにも2試合に出場した。2015、2019 CONCACAFゴールドカップにも出場、2019年までに46試合に出場した。

## 代表歴

### 出場大会
- ホンジュラス代表
  - 2014 FIFAワールドカップ

### 試合数
- 国際Aマッチ 46試合 0得点（2012年-2019年）[1]

| ホンジュラス代表 | 国際Aマッチ | 国際Aマッチ |
| 年               | 出場        | 得点        |
| ---------------- | ----------- | ----------- |
| 2012             | 3           | 0           |
| 2013             | 14          | 0           |
| 2014             | 9           | 0           |
| 2015             | 9           | 0           |
| 2016             | 0           | 0           |
| 2017             | 3           | 0           |
| 2018             | 1           | 0           |
| 2019             | 7           | 0           |
| 通算             | 46          | 0           |